# 이재철 (1949년)
이재철(1949년 ~ )은 개신교의 은퇴목사이다. 홍성사의 설립자이자, 한국기독교선교100주년기념교회의 전 담임목사이다. 대한예수교장로회(통합)에 소속된 목사였으나, 현재는 원 교단을 탈퇴하고 한국독립교회선교단체연합회(KAICAM)에 소속돼 있다. 누나는 배우 고은아, 배우자는 홍성사의 대표인 정애주이고, 자녀로 4남이 있으며 3남은 가수 이승윤이다.

## 개요
1949년에 부산에서 태어났다. 이재철 목사의 저서 《참으로 신실하게》(홍성사)에 따르면 부산에서 살다 부친의 이른 죽음으로 서울에 올라와서 살았다. 누님들의 영향으로 부드러운 성격을 가지고 있다가, 고등학교를 다닐때에 몸과 마음이 튼튼한 어깨들과 어울리면서 씩씩한 성격으로 바뀌었다고 한다. 한국외국어대학교 불어과에서 불란서 문학을 만났다. 그래서 이재철 목사는 청년설교인 《청년아, 울더라도 뿌려야 한다》(홍성사)에서 영국의 사상가 토머스 칼라일, 기독교 문인들인 엔도 슈사쿠, 구상 선생, 앙드레 지드를 인용할만큼 문학에도 해박함을 보여주고 있다. 유대인 종합상사에서 경험을 쌓은 후 무역회사인 홍성사를 개척했으나, 부도와 재기 과정을 거친 후 장신대 신학대학원에 입학했다. 신학공부와 목회수련을 거쳐 서울 송파구 정신여고에 주님의교회를 개척했으며, 이 교회에서 요한복음서를 강의했다. 주님의 교회에서 목회할 때에는 최일도 목사의 밥퍼공동체에 교회예산의 대부분을 기부함으로써 사회선교에 도움을 주었으며, 개척 초기의 약속대로 10년 임기가 끝나자 사임했다. 그 후 대한 예수교 장로회(통합)파송 선교사로 스위스 제네바한인교회에서 3년간 교우들과 함께 사역했다.임기가 끝나고 돌아와 기독교 서적 집필에 전념하는 한편, 서울의 한 작은 교회 중고등부 교사로 일했다. 2005년 7월부터 한국기독교선교 100주년기념사업협의회의 요청을 받아 100주년기념교회의 담임목사로 사역하고 2018.11월 깨끗한 퇴임을 위해 연고 없는 경상도 시골 마을로 퇴임, 낙향하였다.
2013년 100주년 기념교회 담임목사로 재직 중 암 수술을 받고, 2014년 말까지 계속 항암치료를 받았다.

## 생애
- 1949년 부산 출생.
- 한국외국어대학교 불어과를 졸업
- 1974년 무역 회사인 홍성통상주식회사(현재 기독교 출판사인 홍성사)를 설립
- 1985년 장로회신학대학교 신학대학원에 입학
- 1988년 주님의 교회를 개척했으며, 10년간 목회하겠다고 약속하였다.
- 1990년 3월 20일 흰돌교회에서 열린 평양노회 132회 정기 노회에서 목사 안수 받음.
- 1998년 10년 임기가 끝나자 사임한 뒤 미 자립 교회인 스위스 제네바 한인 교회에서 목회.
- 2005년 7월 10일부터 한국교회연합체인 "100주년기념사업협의회"가 한국교회 연합정신을 계승하기 위해 초교파적 독립교회로 설립한 한국 기독교 선교 100주년 기념교회에서 한국에 복음을 전한 초기 선교사들이 묻혀 있는 양화진 묘지기 소명을 부여 받고 목회시작. 양화진을 개신교의 기독교 성지로서 아름답게 가꾸고 있으며, 200주년 한국 기독교를 위한 십자가 걸음을 걷고 있다.
- 2005년 3월 23일부터 2006년 1월 24일까지 (주)서울극장의 주최로 열린 문화선교집회인 ‘2005 서울극장 사랑의 초대'에서 설교.
- 2009년 6월 26일, 양화진 성지 관련 논쟁 중 소속 교회를 위해 예장 통합측 교단 탈퇴서 제출, 같은 해 10월 10일 서서울노회에서 면직[1]
- 2018년 11월 28일 :추수감사주일에 《사도행전 속으로》마지막 설교를 마치고 은퇴[5]

## 목회(사목)방식
- 담임목사 임기제(10년) 실천

송파구 잠실동 정신여고 내에 위치한 주님의교회는 이재철 목사가 처음 목회를 시작한 곳이다. 그는 이 교회를 세우면서 담임 목사 임기 제 뿐만 아니라 헌금의 무기명화, 모든 교회 재정의 50% 이상을 교회 내부가 아닌 외부 사회를 위해 사용하는 것을 목표로 삼아 그대로 실천함으로써 교계에 큰 감동을 주었다. 실제로 이재철 목사는 교우들과의 약속대로 10년 목회를 마치고는, 해외 미 자립 교회였던 제네바 한인 교회에서 3년 간 목회하였다. 당시 이재철 목사는 자취를 하면서, 직업의 귀천이 없다는 사실을 경험했다고 한다.
- 교회 운영 민주화!

이재철 목사가 목회하고 있는 100주년 기념 교회는 운영위원회와 상임위원회를 두어 민주적인 의사 결정을 하는 구조로 되어 있다. 100주년 기념 교회 소개 유튜브 동영상에도 평신도들이 포함된 운영위원회는 상원과 같은 역할을 하고 전임 사역자들과 장로들, 봉사 팀장들로 구성된 상임위원회는 하원과 같은 역할을 한다고 소개하고 있다.
상임위회의록과  예결산 내역은 매번 홈페이지에 세부내역까지  투명하게 공개한다.
```
교회건축을 하지 않고 양화진홍보관건물을 마포구청에 기부채납하여 임대로 사용하는 등 교회소유 건물을 갖지 않는다.
청교도적 복음주의적 사명에 충실한 예배와 생활을 추구한다.
```

- 세금 납부

이재철 목사는 주님의 교회 목회 시절 자신이 성직자라고 하여 세금을 내지 않으면 그러니까 납세의 의무를 실천하지 않으면 교인들에게 탈세하지 말라는 설교를 할 수 없다는 사실을 깨닫고, 스스로 세무서를 찾아가기도 했다.. 당시 세무 공무원들의 '목사님은 세금을 내지 말라'는 만류에도 불구하고 본인이 세금을 내야만 하는 당위성을 납득 시킨 사례는 다른 목회자들의 귀감이 된다. 물론 이재철 목사가 설립한 홍성사도 성서말씀대로 경영한다는 신념에 따라 탈세의 원천인 무 자료 거래를 하지 않으며, 법으로 정해진 세금을 꼬박꼬박 납부한다. 처음에는 세금을 정직하게 신고해서 납부해야 한다는 부담감 때문에 거래처의 반발이 심했지만, 홍성사의 취지를 이해하고 협조한다고 한다.
- 설교와 교육은 전체 원고를 외워서 한다[9]. 2013년 암 발병 이후 암기 설교를 잠시 중단했으나 최근 다시 재개했다[4].

## 저서
- 《청년아, 울더라도 뿌려야 한다》(홍성사)
- 《참으로 신실하게》(홍성사)
- 《새신자반》(홍성사)
- 《성숙자반》(홍성사)
- 《인간의 일생》(홍성사)
- 《회복의 목회》(홍성사)
- 《회복의 신앙》(홍성사)
- 《비전의 사람》(홍성사)
- 《아이에게 배우는 아빠》(홍성사)
- 《사도행전 속으로》(홍성사)
- 《요한과 더불어》(홍성사)
- 《(이재철 목사의) 로마서》(홍성사)
- 《매듭짓기》(홍성사)